# Nekrolog November 2023
Nekrolog
◄◄
| ◄
| 2019
| 2020
| 2021
| 2022
| 2023 | 2024 | 2025
Januar |
Februar |
März |
April |
Mai |
Juni |
Juli |
August |
September |
Oktober |
November |
Dezember 2023
Weitere Ereignisse | Allgemeiner Nekrolog 2023
Die Beschreibung der verstorbenen Person sollte so kurz wie möglich gehalten sein und nur deren signifikante Tätigkeit(en) enthalten.
Neue Namen ggf. auch unter dem Geburts- und Sterbedatum, also etwa unter 1. Januar und im Geburts- und Sterbejahr (2024) eintragen (nur bei entsprechender großer Wichtigkeit). Für Beispiele siehe die schon vorhandenen Artikel.
Außerdem über die fünf zuletzt Verstorbenen, zu denen es einen ausreichend guten Artikel für eine Präsentation auf der Hauptseite gibt, nach der todesbedingten Überarbeitung der Artikel ggf. auch unter Wikipedia Diskussion:Hauptseite informieren und sie am besten auch in den anderen Wikipedia-Sprachversionen eintragen. Tipp: Regelmäßig bei news.google.de nach „ist tot“, „gestorben“ oder „verstorben“ suchen.
Wenn eine Person gestorben ist, gibt es viele Seiten zu dieser Person in der Wikipedia, die davon auch betroffen sind und entsprechend aktualisiert werden müssen. Beispiele: Namenübersichtsseite, Geburtsjahr, Geburtsort-Seiten und viele mehr.
Wie finde ich die betroffenen Seiten?
Im Suchfeld auf der linken Seite gibt man den Suchbegriff so ein: „Vorname Nachname“. Dann klickt man auf Volltext und alle Seiten mit entsprechendem Suchtext werden aufgerufen. Hier sieht man dann schnell, wo auch das Todesjahr Sinn macht oder sogar ein Teil des Artikels angepasst werden muss. Auch hilft das „Werkzeug“ auf der linken Seite sehr gut, um solche Seiten aufzufinden: „Links auf diese Seite“. Somit ist die Wikipedia wieder aktuell in allen Bereichen! Hinweis: bei Eintragung der Kategorie „Gestorben JAHR“ wird der Missbrauchsfilter 49 ausgelöst, was jedoch nicht schlimm ist. Siehe: Spezial:Missbrauchsfilter/49
Dies ist eine Liste von im November 2023 verstorbenen bekannten Persönlichkeiten. Die Einträge erfolgen innerhalb der einzelnen Daten alphabetisch sortiert. Tiere sind im Nekrolog für Tiere zu finden.

## November
Bearbeitungshinweis: Neue Todesfälle bitte absteigend nach Tagen geordnet eintragen. Die Todesfälle desselben Tages bitte in alphabetischer Reihenfolge einfügen.
| Tag          | Name                                 | Beruf, bekannt als | Alter | Beleg |
| ------------ | ------------------------------------ | --- | ----- | ----- |
| 30. November | Mamdouh bin Abdulaziz Al Saud        | saudischer Prinz und Gouverneur                                                                                          | 82    |       |
| 30. November | Joan Botam                           | spanischer Priester und Kapuziner                                                                                        | 97    |       |
| 30. November | Michèle Bowley                       | Schweizer Gesundheitspsychologin                                                                                         | 57    |       |
| 30. November | Rolf Wilhelm Brednich                | deutscher Volkskundler                                                                                                   | 88    |       |
| 30. November | José Catieau                         | französischer Radrennfahrer                                                                                              | 77    |       |
| 30. November | Alistair Darling                     | britischer Politiker | 70    |       |
| 30. November | Sante Gaiardoni                      | italienischer Bahnradsportler                                                                                            | 84    |       |
| 30. November | Shane MacGowan                       | irischer Punk- und Folk-Musiker                                                                                          | 65    |       |
| 30. November | Michail Marow                        | sowjetischer bzw. russischer Astrophysiker                                                                               | 90    |       |
| 30. November | Jan Plamper                          | deutscher Historiker | 53    |       |
| 30. November | Hubert Schweizer                     | deutscher Zeichner und Illustrator                                                                                       | 76    |       |
| 30. November | Ursel Sieber                         | deutsche Journalistin und Buchautorin                                                                                    | 66    |       |
| 30. November | Robert Varga                         | französischer Radrennfahrer                                                                                              | 82    |       |
| 30. November | Vasilis Vasilikos                    | griechischer Schriftsteller                                                                                              | 90    |       |
| 30. November | Dominic Welsh                        | britischer Mathematiker                                                                                                  | 85    |       |
| 30. November | Barbara Zakrzewska                   | polnische Komponistin | 77    |       |
| 29. November | José Luis Balao                      | spanischer Flamenco-Gitarrist                                                                                            | 85    |       |
| 29. November | Volker Beier                         | deutscher Bildhauer | 80    |       |
| 29. November | Yves Beigbeder                       | französischer Jurist | 99    |       |
| 29. November | Colin Buchanan                       | britischer anglikanischer Bischof                                                                                        | 89    |       |
| 29. November | Hans-Rainer Duncker                  | deutscher Anatom und Zoologe                                                                                             | 90    |       |
| 29. November | Elliott Erwitt                       | US-amerikanischer Fotograf                                                                                               | 95    |       |
| 29. November | Werner Fischer                       | deutscher Bürgerrechtler                                                                                                 | 73    |       |
| 29. November | Rolf Geiger                          | deutscher Fußballspieler                                                                                                 | 89    |       |
| 29. November | Scott Kempner                        | US-amerikanischer Gitarrist                                                                                              | 69    |       |
| 29. November | Henry Kissinger                      | US-amerikanischer Politikwissenschaftler und Politiker                                                                   | 100   |       |
| 29. November | Mildred Miller                       | US-amerikanische Opernsängerin                                                                                           | 98    |       |
| 29. November | Michèle Rivasi                       | französische Politikerin                                                                                                 | 70    |       |
| 29. November | Torsten Slama                        | deutsch-österreichischer Maler, bildender Künstler und Schriftsteller                                                    | 56    |       |
| 29. November | Iwajlo Snepolski                     | bulgarischer Philosoph, Kulturologe, Kunsthistoriker und Dozent                                                          | 83    |       |
| 29. November | Heinrich Stark                       | deutscher Jurist | 95    |       |
| 29. November | Taichi Yamada                        | japanischer Schriftsteller und Drehbuchautor                                                                             | 89    |       |
| 28. November | Thomas Augsberger                    | US-amerikanischer Film- und Fernsehproduzent sowie Medienberater                                                         | 60    |       |
| 28. November | Jack Axelrod                         | US-amerikanischer Schauspieler                                                                                           | 93    |       |
| 28. November | Julius W. Becton Jr.                 | US-amerikanischer Offizier                                                                                               | 97    |       |
| 28. November | Helmut Cölfen                        | deutscher Chemiker | 58    |       |
| 28. November | John Colianni                        | US-amerikanischer Jazzpianist                                                                                            | 61    |       |
| 28. November | Josip Čorak                          | jugoslawischer Ringer | 80    |       |
| 28. November | Agyemang Diawusie                    | deutsch-ghanaischer Fußballspieler                                                                                       | 25    |       |
| 28. November | James Douglas-Hamilton               | britischer Politiker und Peer                                                                                            | 81    |       |
| 28. November | Werner Drexler                       | deutscher Musiker, Arrangeur und Komponist                                                                               | 95    |       |
| 28. November | Friedrich Ehrendorfer                | österreichischer Botaniker und Systematiker                                                                              | 96    |       |
| 28. November | Patrick Elias                        | Schweizer Film-, Theater- und Musical-Schauspieler, Sprecher, Synchronsprecher, Videospielregisseur und Schauspieldozent | 57    |       |
| 28. November | Theo Fischer                         | deutscher Komponist | 97    |       |
| 28. November | Helmut Kramer                        | österreichischer Wirtschaftswissenschafter                                                                               | 84    |       |
| 28. November | Charles Munger                       | US-amerikanischer Rechtsanwalt, Investor und Mäzen                                                                       | 99    |       |
| 28. November | Eugenijus Petrovas                   | litauischer Politiker | 87    |       |
| 28. November | Cecil Sandford                       | britischer Motorradrennfahrer                                                                                            | 95    |       |
| 27. November | Marija Barmitsch                     | sowjetische bzw. russische Linguistin                                                                                    | 89    |       |
| 27. November | Mary Louise Cleave                   | US-amerikanische Astronautin                                                                                             | 76    |       |
| 27. November | Heinz Dürr                           | deutscher Unternehmer und Manager                                                                                        | 90    |       |
| 27. November | Alessandro Figà Talamanca            | italienischer Mathematiker                                                                                               | 85    |       |
| 27. November | Claudio Gilberto Froehlich           | brasilianischer Zoologe                                                                                                  | 96    |       |
| 27. November | Paweł Huelle                         | polnischer Schriftsteller                                                                                                | 66    |       |
| 27. November | Pim Jungerius                        | niederländischer Geograph und Geomorphologe                                                                              | 90    |       |
| 27. November | Victor J. Kemper                     | US-amerikanischer Kameramann                                                                                             | 96    |       |
| 27. November | Josh Kramer                          | US-amerikanischer Filmproduzent                                                                                          | 67    |       |
| 27. November | Ibrahim Oweiss                       | ägyptisch-US-amerikanischer Wirtschaftswissenschaftler                                                                   | 92    |       |
| 27. November | Kurt Salterberg                      | deutscher Zeitzeuge | 100   |       |
| 27. November | Jürgen Sökeland                      | deutscher Urologe | 90    |       |
| 27. November | Jakob Speigl                         | deutscher Kirchenhistoriker, christlicher Archäologe und Patrologe                                                       | 90    |       |
| 27. November | Frances Sternhagen                   | US-amerikanische Schauspielerin                                                                                          | 93    |       |
| 27. November | Dalia Teišerskytė                    | litauische Politikerin und Journalistin                                                                                  | 79    |       |
| 27. November | Mihály Vajda                         | ungarischer Philosoph und Germanist                                                                                      | 88    |       |
| 26. November | Alberto da Costa e Silva             | brasilianischer Diplomat und Schriftsteller                                                                              | 92    |       |
| 26. November | Martín Elizalde                      | argentinischer Rockmusiker                                                                                               | 45    |       |
| 26. November | Brian Godding                        | britischer Gitarrist | 78    |       |
| 26. November | Dieter Heun                          | deutscher Autor, Fotograf, Chronist und Heimatkundler                                                                    | 82    |       |
| 26. November | Samuel Insanally                     | guyanischer Politiker und Diplomat                                                                                       | 87    |       |
| 26. November | Franz Martin Küng                    | Schweizer Musiker und Musikpädagoge                                                                                      | 75    |       |
| 26. November | Thomas Rempen                        | deutscher Kommunikationsdesigner                                                                                         | 78    |       |
| 26. November | Rodolfo Stange Oelckers              | chilenischer Politiker                                                                                                   | 98    |       |
| 26. November | Helga Ulmer                          | deutsche Politikerin | 84    |       |
| 26. November | Geordie Walker                       | britischer Rockmusiker                                                                                                   | 64    |       |
| 25. November | Günter Berger                        | deutscher Organist und Komponist                                                                                         | 94    |       |
| 25. November | Gérard Collomb                       | französischer Politiker                                                                                                  | 76    |       |
| 25. November | Larry Fink                           | US-amerikanischer Fotograf                                                                                               | 82    |       |
| 25. November | Tras Honan                           | irische Politikerin | 93    |       |
| 25. November | Falko Ihme                           | deutscher Industriekaufmann und Wirtschaftsinformatiker                                                                  | 83    |       |
| 25. November | Herbert Klee                         | deutscher Karikaturist, Zeichner und Maler                                                                               | 77    |       |
| 25. November | Marty Krofft                         | kanadischer Fernsehproduzent                                                                                             | 86    |       |
| 25. November | Aldo Lado                            | italienischer Filmregisseur                                                                                              | 88    |       |
| 25. November | Les Maguire                          | britischer Musiker | 81    |       |
| 25. November | Fabio Martínez Castilla              | mexikanischer Erzbischof                                                                                                 | 73    |       |
| 25. November | Karsten Meyer                        | deutscher Regattasegler                                                                                                  | 86    |       |
| 25. November | Jorge Martín Montenegro              | argentinischer Radrennfahrer                                                                                             | 40    |       |
| 25. November | Konrad R. Müller                     | deutscher Fotograf | 83    |       |
| 25. November | Terry Venables                       | englischer Fußballspieler und -trainer                                                                                   | 80    |       |
| 25. November | Günter Ziesler                       | deutscher Natur- und Tierfotograf                                                                                        | 84    |       |
| 24. November | Sigrid Ehrlich                       | deutsche Ordensschwester und Wohnsitzlosenhelferin                                                                       | 86    |       |
| 24. November | Bruno Fagnoul                        | belgischer Politiker | 87    |       |
| 24. November | Thomas Fleiner                       | Schweizer Rechtswissenschaftler                                                                                          | 85    |       |
| 24. November | Jukka Haavisto                       | finnischer Jazzmusiker und Komponist, Musikberater, Jazzförderer und -archivar                                           | 93    |       |
| 24. November | František X. Halas                   | tschechischer Kirchenhistoriker und Diplomat                                                                             | 86    |       |
| 24. November | Shizuka Ijūin                        | japanischer Schriftsteller                                                                                               | 73    |       |
| 24. November | Herbert Klein                        | US-amerikanischer Politiker                                                                                              | 93    |       |
| 24. November | Herbert Knittler                     | österreichischer Wirtschafts- und Sozialhistoriker                                                                       | 81    |       |
| 24. November | Rajkumar Kohli                       | indischer Filmregisseur                                                                                                  | 93    |       |
| 24. November | Wiktor Nikolajewitsch Oparin         | russischer Geophysiker                                                                                                   | 71    |       |
| 24. November | Elliot Silverstein                   | US-amerikanischer Regisseur und Filmproduzent                                                                            | 96    |       |
| 24. November | Marc Thorpe                          | US-amerikanischer Tricktechniker                                                                                         | 77    |       |
| 24. November | Heidelinde Weis                      | österreichische Schauspielerin                                                                                           | 83    |       |
| 24. November | Bodo Wolf                            | deutscher Schauspieler und Synchronsprecher                                                                              | 79    |       |
| 23. November | M. Fathima Beevi                     | indische Juristin und Politikerin                                                                                        | 96    |       |
| 23. November | Volker Buß                           | deutscher Chemiker | 81    |       |
| 23. November | Eduardo Escobedo                     | mexikanischer Drogenschmuggler                                                                                           | 39    |       |
| 23. November | Rona Hartner                         | rumänische Schauspielerin, Sängerin, Komponistin und Texterin                                                            | 50    |       |
| 23. November | Harald Hasselbach                    | niederländischer American-Football-Spieler                                                                               | 56    |       |
| 23. November | Stefan Huber                         | Schweizer Regisseur und Schauspieler                                                                                     | 63    |       |
| 23. November | Steve Jurczyk                        | US-amerikanischer Ingenieur                                                                                              | 61    |       |
| 23. November | Melikof Karaian                      | armenischer Komponist und Musikpädagoge                                                                                  | 85    |       |
| 23. November | Hans Kirchhoff                       | dänischer Historiker | 90    |       |
| 23. November | Rubens Minelli                       | brasilianischer Fußballtrainer                                                                                           | 94    |       |
| 23. November | Ali Kaiser Hasan Morshed             | pakistanischer Diplomat                                                                                                  | 91    |       |
| 23. November | Rolf Ohst                            | deutscher Maler | 70    |       |
| 23. November | Guy Armand Romano                    | französisch-nigrischer Bischof                                                                                           | 86    |       |
| 23. November | Anna Suworowa                        | sowjetische bzw. russische Indologin und Übersetzerin                                                                    | 74    |       |
| 23. November | Andreas Ullmann                      | deutscher Wrestler | 40    |       |
| 23. November | Günter Wilms                         | deutscher Pädagoge | 96    |       |
| 23. November | Víctor Zelada                        | chilenischer Fußballspieler und -trainer                                                                                 | 78    |       |
| 22. November | Enrique Anleu Díaz                   | guatemaltekischer Komponist, Musikwissenschaftler und Musikethnologe                                                     | 83    |       |
| 22. November | Kurt Ceipek                          | österreichischer Journalist und Autor                                                                                    | 75    |       |
| 22. November | Reiner M. Dreizler                   | deutscher Physiker | 87    |       |
| 22. November | Stefan Egelhaaf                      | deutscher Physiker | 60    |       |
| 22. November | Corinna Genest                       | deutsche Schauspielerin                                                                                                  | 85    |       |
| 22. November | Hans Huber                           | deutscher Kapellmeister, Komponist und Jazz-Pianist                                                                      | 96    |       |
| 22. November | Karl Keinath                         | deutscher Wirtschaftswissenschaftler                                                                                     | 88    |       |
| 22. November | Phil Kelly                           | US-amerikanischer Komponist und Arrangeur                                                                                | 85    |       |
| 22. November | Jean Knight                          | US-amerikanische Soul- und R&B-Sängerin                                                                                  | 80    |       |
| 22. November | Kamal Sabri Kolta                    | ägyptischer Ägyptologe                                                                                                   | 92    |       |
| 22. November | Emmanuel Le Roy Ladurie              | französischer Historiker                                                                                                 | 94    |       |
| 22. November | Serhii Lysiuk                        | ukrainischer Kickboxer                                                                                                   | ?     |       |
| 22. November | Sture Ohlin                          | schwedischer Biathlet | 88    |       |
| 22. November | Linda Salzman Sagan                  | US-amerikanische Künstlerin und Autorin                                                                                  | 83    |       |
| 22. November | Fiorenzo Cesare Ugolini              | italienischer Bodenkundler und Polarforscher                                                                             | 94    |       |
| 22. November | Herbert Weiz                         | deutscher Politiker | 99    |       |
| 21. November | Chad Allan                           | kanadischer Rockmusiker                                                                                                  | 80    |       |
| 21. November | Lawrence A. Babb                     | US-amerikanischer Anthropologe                                                                                           | 82    |       |
| 21. November | Lothar Buchmann                      | deutscher Fußballtrainer                                                                                                 | 87    |       |
| 21. November | Benjamin-Gunnar Cohrs                | deutscher Musikforscher, Dirigent und Publizist                                                                          | 58    |       |
| 21. November | Conrad von der Goltz                 | deutscher Violinist | 95    |       |
| 21. November | Cæcilia Holbek Trier                 | dänische Schauspielerin, Regisseurin und Drehbuchautorin                                                                 | 70    |       |
| 21. November | Laurent Joliat                       | Schweizer Radrennfahrer                                                                                                  | 84    |       |
| 21. November | Horacio Malvicino                    | argentinischer Tango- und Jazz-Gitarrist und -Komponist                                                                  | 94    |       |
| 21. November | Stephan Malzdorf                     | deutscher Volksmusiker und Moderator                                                                                     | 75    |       |
| 21. November | Bettina Moissi                       | deutsche Schauspielerin                                                                                                  | 100   |       |
| 21. November | Paul Nguyên Binh Tinh                | vietnamesischer Ordensgeistlicher und Bischof                                                                            | 93    |       |
| 21. November | Francis R. Nicosia                   | US-amerikanischer Holocaustforscher                                                                                      | 79    |       |
| 21. November | Hermann Passow                       | deutscher Biophysiker | 97    |       |
| 21. November | Georges Perroud                      | Schweizer Fußballspieler                                                                                                 | 82    |       |
| 21. November | Jerónimo Saavedra Acevedo            | spanischer Politiker | 87    |       |
| 21. November | Elaine Santos                        | brasilianische Moderatorin und Nachrichtensprecherin                                                                     | 38    |       |
| 21. November | Waldemar Schieber                    | deutscher Hornist und Hochschullehrer                                                                                    | 96    |       |
| 21. November | Dale Spender                         | australische Feministin, Lehrerin und Schriftstellerin                                                                   | 80    |       |
| 20. November | Max Capa                             | italienischer Verleger und Comiczeichner                                                                                 | 80    |       |
| 20. November | Josephine Cook                       | britische Leichtathletin                                                                                                 | 92    |       |
| 20. November | Werner Gifhorn                       | deutscher Politiker | 85    |       |
| 20. November | Zdena Hadrbolcová                    | tschechische Schauspielerin                                                                                              | 86    |       |
| 20. November | Nina Katerli                         | sowjetische bzw. russische Menschenrechtsaktivistin                                                                      | 89    |       |
| 20. November | Rob Krier                            | luxemburgischer Bildhauer und Architekt                                                                                  | 85    |       |
| 20. November | Christian Leibundgut                 | Schweizer Hydrologe | 81    |       |
| 20. November | Börje Lindberg                       | schwedischer Bildhauer                                                                                                   | 95    |       |
| 20. November | Martina Lubyová                      | slowakische Politikerin                                                                                                  | 56    |       |
| 20. November | Nancy Price                          | US-amerikanische Schriftstellerin                                                                                        | 98    |       |
| 20. November | Mario Sicca                          | italienischer Gitarrist                                                                                                  | 93    |       |
| 20. November | Wolfgang Trautwein                   | deutscher Diplomat | 77    |       |
| 20. November | Aman Tulejew                         | sowjetischer bzw. russischer Politiker                                                                                   | 79    |       |
| 20. November | Jan Westdorp                         | niederländischer Radrennfahrer                                                                                           | 89    |       |
| 20. November | Mars Williams                        | US-amerikanischer Saxophonist                                                                                            | 68    |       |
| 19. November | Joss Ackland                         | britischer Schauspieler                                                                                                  | 95    |       |
| 19. November | Marek Ałaszewski                     | polnischer Rockmusiker                                                                                                   | 80    |       |
| 19. November | Chris Alli                           | nigerianischer Offizier                                                                                                  | 78    |       |
| 19. November | Giuseppe Arzilli                     | san-marinesischer Politiker                                                                                              | 82    |       |
| 19. November | Ursula Birr                          | deutsche Schauspielerin und Synchronsprecherin                                                                           | 91    |       |
| 19. November | Natalia Bolívar                      | kubanische Schriftstellerin, Anthropologin und Ethnologin                                                                | 89    |       |
| 19. November | Adolf Brock                          | deutscher Gewerkschafter                                                                                                 | 91    |       |
| 19. November | Rosalynn Carter                      | US-amerikanische Präsidentengattin                                                                                       | 96    |       |
| 19. November | Luz Piedad Eusse                     | kolumbianische Radiomoderatorin                                                                                          | 38    |       |
| 19. November | Ernesto Garzón Valdés                | argentinischer Diplomat und Rechtsphilosoph                                                                              | 96    |       |
| 19. November | Herbert Gold                         | US-amerikanischer Schriftsteller                                                                                         | 99    |       |
| 19. November | Anna Kanakis                         | italienische Schauspielerin                                                                                              | 61    |       |
| 19. November | Ilona Lagrene                        | deutsche Bürgerrechtsaktivistin                                                                                          | 73    |       |
| 19. November | Colette Maze                         | französische Pianistin                                                                                                   | 109   |       |
| 19. November | Larry McKenna                        | US-amerikanischer Jazzmusiker und Musikpädagoge                                                                          | 86    |       |
| 19. November | Helmut Müller                        | deutscher Landwirt und Politiker                                                                                         | 83    |       |
| 19. November | Diethard Nickel                      | deutscher Philologe und Medizinhistoriker                                                                                | 84    |       |
| 19. November | Valeriano Pastor                     | italienischer Architekt                                                                                                  | 95    |       |
| 19. November | D. E. Sattler                        | deutscher Publizist, Übersetzer und Herausgeber                                                                          | 84    |       |
| 19. November | Erich Schutt                         | deutscher Fotograf und Bildjournalist                                                                                    | 92    |       |
| 19. November | Vincentius Sensi Potokota            | indonesischer Erzbischof                                                                                                 | 72    |       |
| 19. November | Sara Tavares                         | portugiesische Sängerin und Komponistin                                                                                  | 45    |       |
| 18. November | Daniel R. Bès                        | argentinischer Physiker                                                                                                  | 92    |       |
| 18. November | Michail Bezrodnyj                    | russischer Literaturwissenschaftler und Literat                                                                          | 66    |       |
| 18. November | Alan J. Bishop                       | britisch-australischer Mathematikpädagoge                                                                                | 86    |       |
| 18. November | David Del Tredici                    | US-amerikanischer Komponist                                                                                              | 86    |       |
| 18. November | Ben Dunne                            | irischer Unternehmer | 74    |       |
| 18. November | Ruud Geels                           | niederländischer Fußballspieler                                                                                          | 75    |       |
| 18. November | Mik Hagenbo                          | dänischer Handballtrainer                                                                                                | 67    |       |
| 18. November | Charles V. Hamilton                  | US-amerikanischer Politikwissenschaftler und Bürgerrechtler                                                              | 94    |       |
| 18. November | Wolfgang F. Henschel                 | deutscher Drehbuchautor und Regisseur                                                                                    | 80    |       |
| 18. November | Taku Miki                            | japanischer Schriftsteller                                                                                               | 88    |       |
| 18. November | Fredrik Ohlsson                      | schwedischer Schauspieler                                                                                                | 92    |       |
| 18. November | Gerhard Skoff                        | österreichischer Fußballfunktionär                                                                                       | 82    |       |
| 18. November | Claus Wöllhaf                        | deutscher Unternehmer | 76    |       |
| 17. November | Seóirse Bodley                       | irischer Komponist | 90    |       |
| 17. November | Morgan De Dapper                     | belgischer Geograph und Geomorphologe                                                                                    | 76    |       |
| 17. November | Skender Fani                         | österreichischer Sportmanager                                                                                            | 83    |       |
| 17. November | Anthony J. Farquhar                  | nordirischer Bischof | 83    |       |
| 17. November | H. Roger Grant                       | US-amerikanischer Historiker und Autor                                                                                   | 79    |       |
| 17. November | Bob de Groot                         | belgischer Comiczeichner                                                                                                 | 82    |       |
| 17. November | Agustín Ibarrola                     | spanisch-baskischer Maler und Bildhauer                                                                                  | 93    |       |
| 17. November | Eva-Maria Kurz                       | deutsche Schauspielerin                                                                                                  | 79    |       |
| 17. November | Marat Anatoljewitsch Makarow         | russischer Schachmeister                                                                                                 | 60    |       |
| 17. November | Petru Munteanu                       | deutscher Violinist und Violinpädagoge                                                                                   | 83    |       |
| 17. November | Robert L. Pfaltzgraff                | US-amerikanischer Politikwissenschaftler                                                                                 | 89    |       |
| 17. November | John C. G. Röhl                      | britischer Historiker | 85    |       |
| 17. November | Ljubow Schischchanowa                | sowjetische bzw. russische Organistin und Musikpädagogin                                                                 | 76    |       |
| 17. November | Ulrich Schoknecht                    | deutscher Prähistoriker                                                                                                  | 93    |       |
| 17. November | Suzanne Shepherd                     | US-amerikanische Schauspielerin, Regisseurin und Schauspiellehrerin                                                      | 89    |       |
| 17. November | Grzegorz Stellak                     | polnischer Ruderer | 72    |       |
| 17. November | Johannes Twaroch                     | österreichischer Schriftsteller                                                                                          | 85    |       |
| 17. November | Robert Walker                        | britischer Peer und Jurist                                                                                               | 85    |       |
| 17. November | Hans Wolff                           | deutscher Mathematiker                                                                                                   | 84    |       |
| 16. November | Michael V. L. Bennett                | US-amerikanischer Neurobiologe                                                                                           | 92    |       |
| 16. November | Thomas J. Bliley                     | US-amerikanischer Politiker                                                                                              | 91    |       |
| 16. November | George Brown                         | US-amerikanischer Schlagzeuger und Keyboarder                                                                            | 74    |       |
| 16. November | Aurelio Buletti                      | Schweizer Schriftsteller und Dichter                                                                                     | 77    |       |
| 16. November | Albert Burger                        | deutscher Skirennläufer und Skirennlauftrainer                                                                           | 68    |       |
| 16. November | A. S. Byatt                          | britische Schriftstellerin                                                                                               | 87    |       |
| 16. November | Rajesh Chandra                       | fidschianischer Geograph                                                                                                 | 69    |       |
| 16. November | Michael Chapdelaine                  | US-amerikanischer Gitarrist und Komponist                                                                                | 67    |       |
| 16. November | Christian Érard                      | französischer Ökologe und Ornithologe                                                                                    | 84    |       |
| 16. November | Ingeborg von Erlach                  | Schweizer Künstlerin und Illustratorin                                                                                   | 83    |       |
| 16. November | Manfred Fink                         | deutscher Physiker | 86    |       |
| 16. November | Johnny Green                         | US-amerikanischer Basketballspieler                                                                                      | 89    |       |
| 16. November | Wolf Detlef Hauffe                   | deutscher Unternehmer und Vereinsfunktionär                                                                              | 75    |       |
| 16. November | Fernando Jara                        | chilenischer Fußballspieler                                                                                              | 93    |       |
| 16. November | James Paul Johnson                   | US-amerikanischer Politiker                                                                                              | 93    |       |
| 16. November | Armin Klein                          | deutscher Kulturwissenschaftler                                                                                          | 72    |       |
| 16. November | Helmut Leckron                       | deutscher Gärtnermeister und Blumenhändler                                                                               | 90    |       |
| 16. November | Erwin Schaaf                         | deutscher Historiker und Pädagoge                                                                                        | 90    |       |
| 16. November | Longest F. Stein                     | deutscher Kurator | 70    |       |
| 15. November | George Chigova                       | simbabwischer Fußballspieler                                                                                             | 32    |       |
| 15. November | Egon Fanghänel                       | deutscher Chemiker | 88    |       |
| 15. November | Anna Felder                          | Schweizer Schriftstellerin                                                                                               | 85    |       |
| 15. November | Aage Hansen                          | norwegischer Speedway-Fahrer                                                                                             | 88    |       |
| 15. November | Hans Herbjørnsrud                    | norwegischer Schriftsteller                                                                                              | 85    |       |
| 15. November | Jürgen Heyne                         | deutscher Verbandsfunktionär                                                                                             | 85    |       |
| 15. November | Michael Höhenberger                  | deutscher Ministerialdirektor                                                                                            | 69    |       |
| 15. November | Daisaku Ikeda                        | japanischer Schriftsteller und Philosoph                                                                                 | 95    |       |
| 15. November | Eberhard Menzel                      | deutscher Kunsthistoriker                                                                                                | 97    |       |
| 15. November | Jeroen van Merriënboer               | niederländischer Bildungsforscher                                                                                        | 64    |       |
| 15. November | William R. Richardson                | US-amerikanischer General                                                                                                | 94    |       |
| 15. November | David Rowe-Beddoe                    | britischer Politiker und Peer                                                                                            | 85    |       |
| 15. November | Karl Tremblay                        | kanadischer Sänger | 47    |       |
| 14. November | Brian Cotter                         | britischer Politiker und Peer                                                                                            | 87    |       |
| 14. November | Giuliano Crivelli                    | Schweizer Offizier und Brigadier                                                                                         | 87    |       |
| 14. November | Geiss Haejm                          | deutscher Liedermacher und Schriftsteller                                                                                | 72    |       |
| 14. November | Lothar Hegemann                      | deutscher Politiker | 76    |       |
| 14. November | Franz Xaver Ohnesorg                 | deutscher Kulturmanager                                                                                                  | 75    |       |
| 14. November | Arthur Parkin                        | neuseeländischer Hockeyspieler                                                                                           | 71    |       |
| 14. November | Christiane Pearce-Blumhoff           | deutsche Schauspielerin                                                                                                  | 81    |       |
| 14. November | Sibylle Penkert                      | deutsche Literaturwissenschaftlerin                                                                                      | 88    |       |
| 14. November | Larry Ramirez                        | US-amerikanischer Instrumentenbauer                                                                                      | 85    |       |
| 14. November | Uta Schmidt                          | deutsche Filmeditorin | 58    |       |
| 14. November | Dietrich Simon                       | deutscher Jurist | 87    |       |
| 14. November | Klaus Sturm                          | deutscher Theologe | 89    |       |
| 13. November | Mike Baillie                         | britischer Dendrochronologe                                                                                              | ≈79   |       |
| 13. November | Maryanne Trump Barry                 | US-amerikanische Juristin                                                                                                | 86    |       |
| 13. November | Michael Bishop                       | US-amerikanischer Schriftsteller                                                                                         | 78    |       |
| 13. November | Emilia Brangefält                    | schwedische Orientierungsläuferin                                                                                        | 21    |       |
| 13. November | Hermann Kepplinger                   | österreichischer Politiker                                                                                               | 72    |       |
| 13. November | Tengis Kitowani                      | georgischer Politiker, Warlord und Künstler                                                                              | 85    |       |
| 13. November | Bruno M. Kübler                      | deutscher Rechtsanwalt                                                                                                   | 78    |       |
| 13. November | Joel Spiegelman                      | US-amerikanischer Komponist                                                                                              | 90    |       |
| 13. November | George Tscherny                      | US-amerikanischer Grafikdesigner, Typograf und Lehrer                                                                    | 99    |       |
| 12. November | Ingo Baerow                          | deutscher Film- und Theaterschauspieler sowie Synchronsprecher                                                           | 92    |       |
| 12. November | M. Russell Ballard                   | US-amerikanischer Mormonenältester                                                                                       | 95    |       |
| 12. November | Roman Čechmánek                      | tschechischer Eishockeyspieler und -trainer                                                                              | 52    |       |
| 12. November | Hans Dieter Dahmen                   | deutscher Physiker | 87    |       |
| 12. November | Cornelius von Heyl zu Herrnsheim     | deutscher Jurist und Synodalfunktionär                                                                                   | 90    |       |
| 12. November | Dietrich Hoffmann                    | deutscher Erziehungswissenschaftler                                                                                      | 89    |       |
| 12. November | Joan Jara                            | britisch-chilenische Tänzerin und Aktivistin                                                                             | 96    |       |
| 12. November | Peter Knoll                          | deutscher Physiker und Unternehmer                                                                                       | 83    |       |
| 12. November | Jutta Kranich-Rittweger              | deutsche Theologin, Psychotherapeutin und Autorin                                                                        | 62    |       |
| 12. November | Sigmar Kratzin                       | deutscher Maler | 83    |       |
| 12. November | Alfred Lack                          | Schweizer Eishockeyspieler                                                                                               | 99    |       |
| 12. November | Heinz Mohl                           | deutscher Architekt | 92    |       |
| 12. November | Gordon F. Mulligan                   | kanadischer Wirtschaftsgeograph                                                                                          | 76    |       |
| 12. November | Helena Pilejczyk                     | polnische Eisschnellläuferin                                                                                             | 92    |       |
| 12. November | Kurt Reumann                         | deutscher Journalist | 89    |       |
| 12. November | Nina Sadur                           | sowjetische bzw. russische Dramaturgin und Schriftstellerin                                                              | 73    |       |
| 12. November | Maria Scharwieß                      | deutsche Komponistin, Organistin und Kirchenmusikerin                                                                    | 80    |       |
| 12. November | Kraft Schepke                        | deutscher Ruderer | 89    |       |
| 12. November | Karel Schwarzenberg                  | tschechisch-schweizerischer Politiker und Unternehmer                                                                    | 85    |       |
| 12. November | Inge Trisch                          | deutsche Fernsehautorin und Redakteurin                                                                                  | 89    |       |
| 12. November | Kevin Turen                          | US-amerikanischer Filmproduzent                                                                                          | 44    |       |
| 12. November | Hans Waldenfels                      | deutscher Theologe und Religionsphilosoph                                                                                | 92    |       |
| 12. November | Don Walsh                            | US-amerikanischer Ozeanograph                                                                                            | 92    |       |
| 12. November | Kusuma Wardhani                      | indonesische Bogenschützin und Politikerin                                                                               | 59    |       |
| 11. November | Louis Belton                         | irischer Politiker | 79    |       |
| 11. November | Raphael Dwamena                      | ghanaischer Fußballspieler                                                                                               | 28    |       |
| 11. November | Erhard Großmann                      | deutscher Maler und Grafiker                                                                                             | 87    |       |
| 11. November | Dimitrie Popescu                     | rumänischer Ruderer | 62    |       |
| 11. November | Kari Rahkamo                         | finnischer Leichtathlet und Politiker                                                                                    | 90    |       |
| 11. November | Ferario Spasow                       | bulgarischer Fußballtrainer                                                                                              | 61    |       |
| 11. November | Werner Vogt                          | österreichischer Chirurg, Autor, Sozial- und Gesundheitsreformer                                                         | 85    |       |
| 11. November | Masatoshi Wakabayashi                | japanischer Politiker | 89    |       |
| 11. November | Heinz Zickler                        | deutscher Trompeter, Organist, Kantor und Komponist                                                                      | 103   |       |
| 10. November | Padmanabha Acharya                   | indischer Politiker | 92    |       |
| 10. November | Danilo Astori                        | uruguayischer Politiker                                                                                                  | 83    |       |
| 10. November | John Bailey                          | US-amerikanischer Kameramann                                                                                             | 81    |       |
| 10. November | David Bronner                        | österreichischer Musikproduzent                                                                                          | 58    |       |
| 10. November | David G. Compton                     | britischer Science-Fiction-Schriftsteller                                                                                | 93    |       |
| 10. November | Alberto Flammer                      | Schweizer Fotograf | 85    |       |
| 10. November | Spiros Focás                         | griechischer Schauspieler                                                                                                | 86    |       |
| 10. November | R. Ewan Fordyce                      | neuseeländischer Paläontologe und Cetologe                                                                               | 70    |       |
| 10. November | Hans Georgii                         | deutscher Jurist | 85    |       |
| 10. November | Hiroyuki Hosoda                      | japanischer Politiker | 79    |       |
| 10. November | Kerstin Jüttemann                    | deutsche Juristin | 62    |       |
| 10. November | Pavel Kantorek                       | tschechoslowakischer Leichtathlet                                                                                        | 93    |       |
| 10. November | Gabriele Kotte                       | deutsche Drehbuchautorin und Dramaturgin                                                                                 | 74    |       |
| 10. November | Klaus Mackscheidt                    | deutscher Wirtschaftswissenschaftler                                                                                     | 88    |       |
| 10. November | Margaret Raspé                       | deutsche Künstlerin, Fotografin und Filmemacherin                                                                        | 90    |       |
| 10. November | Davide Renne                         | italienischer Modedesigner                                                                                               | 46    |       |
| 10. November | Johnny Ruffo                         | australischer Sänger und Schauspieler                                                                                    | 35    |       |
| 10. November | Marcel Schlechter                    | luxemburgischer Boxer, Gewerkschafter und Politiker                                                                      | 95    |       |
| 10. November | Peter Stahlknecht                    | deutscher Wirtschaftsinformatiker                                                                                        | 90    |       |
| 9. November  | François Bacqué                      | französischer Erzbischof                                                                                                 | 87    |       |
| 9. November  | R. L. Boyce                          | US-amerikanischer Bluessänger, Songwriter und Gitarrist                                                                  | 68    |       |
| 9. November  | Bénézet Bujo                         | kongolesischer Theologe                                                                                                  | 83    |       |
| 9. November  | Fred van Dorp                        | niederländischer Wasserballspieler                                                                                       | 85    |       |
| 9. November  | David Gauthier                       | kanadischer Philosoph | 91    |       |
| 9. November  | Albert Heinemann                     | deutscher Politiker | 84    |       |
| 9. November  | Rudolf Höfer                         | österreichischer Arzt | 100   |       |
| 9. November  | Hans-Christoph Hoppensack            | deutscher Jurist und Politiker                                                                                           | 84    |       |
| 9. November  | Juha Ilmari Leiviskä                 | finnischer Architekt | 87    |       |
| 9. November  | Jørgen Reenberg                      | dänischer Schauspieler                                                                                                   | 96    |       |
| 9. November  | Ingo Reiffenstein                    | österreichischer Altgermanist, Mundart- und Namenforscher                                                                | 95    |       |
| 9. November  | James Robertson                      | britischer Aktivist und Autor                                                                                            | 95    |       |
| 9. November  | Joe Tilson                           | britischer Maler und Grafiker                                                                                            | 95    |       |
| 9. November  | John Tooby                           | US-amerikanischer Anthropologe                                                                                           | 71    |       |
| 8. November  | Georg Bräunling                      | deutscher Ingenieur und Fachbuchautor                                                                                    | 75    |       |
| 8. November  | Rainer Erler                         | deutscher Schriftsteller, Regisseur und Filmproduzent                                                                    | 90    |       |
| 8. November  | Thomas Fink                          | deutscher Jazzpianist | 88    |       |
| 8. November  | Laurent Greilsamer                   | französischer Journalist und Schriftsteller                                                                              | 70    |       |
| 8. November  | Douglas Ibold                        | US-amerikanischer Filmeditor                                                                                             | 83    |       |
| 8. November  | Roger Kastel                         | US-amerikanischer Künstler                                                                                               | 92    |       |
| 8. November  | Hannelore Kramm                      | österreichische Schlagersängerin und Schauspielerin                                                                      | 81    |       |
| 8. November  | Wolfgang Kucklick                    | deutscher Leichtathletikfunktionär und Sportveranstalter                                                                 | 89    |       |
| 8. November  | Sussanna Madojan                     | sowjetische bzw. russische Elektroingenieurin und Transistorentwicklerin                                                 | 98    |       |
| 8. November  | Cobi Narita                          | US-amerikanische Musikveranstalterin                                                                                     | 97    |       |
| 8. November  | Walentina Ponomarjowa                | sowjetische Kosmonautenanwärterin                                                                                        | 90    |       |
| 8. November  | Gotthart Preiser                     | deutscher Theologe | 92    |       |
| 8. November  | Anthony P. Thirlwall                 | britischer Wirtschaftswissenschaftler                                                                                    | 82    |       |
| 8. November  | Jean-Pierre Verheggen                | belgischer Schriftsteller                                                                                                | 81    |       |
| 8. November  | Rainer Weingärtner                   | deutscher Objektkünstler und Grafiker                                                                                    | 85    |       |
| 8. November  | Johanna Weise                        | deutsch-schweizerische Kostümbildnerin                                                                                   | 95    |       |
| 8. November  | Paul Wolfgang Wührl                  | deutscher Märchenforscher, Schriftsteller, Journalist und Übersetzer                                                     | 91    |       |
| 7. November  | Luana Andrade                        | brasilianische Bloggerin                                                                                                 | 29    |       |
| 7. November  | Frank Borman                         | US-amerikanischer Astronaut                                                                                              | 95    |       |
| 7. November  | Werner Carobbio                      | Schweizer Politiker | 86    |       |
| 7. November  | Diethelm Ferner                      | deutscher Fußballspieler und -trainer                                                                                    | 82    |       |
| 7. November  | C-Knight                             | US-amerikanischer Rapper                                                                                                 | 52    |       |
| 7. November  | Klaus Gendries                       | deutscher Regisseur und Schauspieler                                                                                     | 93    |       |
| 7. November  | Frank Heidtmann                      | deutscher Bibliothekswissenschaftler                                                                                     | 85    |       |
| 7. November  | Igor Judge                           | britischer Jurist und Peer                                                                                               | 82    |       |
| 7. November  | Eleonore Linsmayer                   | deutsche Diplomatin | 89    |       |
| 7. November  | Jerzy Marchwiński                    | polnischer Pianist und Musikpädagoge                                                                                     | 88    |       |
| 7. November  | Mário Moinhos                        | portugiesischer Fußballspieler                                                                                           | 74    |       |
| 7. November  | Federico Sacchi                      | argentinischer Fußballspieler und -trainer                                                                               | 87    |       |
| 7. November  | Michael Sazarin                      | deutscher Künstler | 80    |       |
| 7. November  | Uwe Schmelter                        | deutscher Kulturmanager                                                                                                  | ≈78   |       |
| 7. November  | Ewalt Zweyer                         | rumänisch-deutscher Journalist                                                                                           | 91    |       |
| 6. November  | Günther Bien                         | deutscher Philosoph und Philosophiehistoriker                                                                            | 87    |       |
| 6. November  | Jörg Bucherer                        | Schweizer Unternehmer | 87    |       |
| 6. November  | Joachim Eckart                       | deutscher Anästhesist und Ernährungsmediziner                                                                            | 95    |       |
| 6. November  | Harald Falckenberg                   | deutscher Kunstsammler                                                                                                   | 80    |       |
| 6. November  | Helga Haftendorn                     | deutsche Politikwissenschaftlerin                                                                                        | 90    |       |
| 6. November  | Bruce Sterling Jenkins               | US-amerikanischer Richter und Politiker                                                                                  | 96    |       |
| 6. November  | Bronislavas Juozas Kuzmickas         | litauischer Philosoph und Politiker                                                                                      | 87    |       |
| 6. November  | Janet Landgard                       | US-amerikanische Schauspielerin                                                                                          | 75    |       |
| 6. November  | Antoni Martí Petit                   | andorranischer Politiker                                                                                                 | 60    |       |
| 6. November  | Eva Mezger-Haefeli                   | Schweizer Programmsprecherin, Schauspielerin und Fernsehmoderatorin                                                      | 89    |       |
| 6. November  | Roelof Luynenburg                    | niederländischer Ruderer                                                                                                 | 78    |       |
| 6. November  | Darlyn Morais                        | brasilianischer Sänger                                                                                                   | 28    |       |
| 6. November  | Simon Sze                            | taiwanischer Elektroingenieur                                                                                            | 87    |       |
| 6. November  | Luzius Theiler                       | Schweizer Politiker | 83    |       |
| 6. November  | Roger Verplaetse                     | belgischer Radrennfahrer                                                                                                 | 90    |       |
| 5. November  | Dieter Baumanns                      | deutscher Fußballspieler                                                                                                 | 75    |       |
| 5. November  | Gerhard Böhm                         | deutscher Maler und Grafiker                                                                                             | 93    |       |
| 5. November  | Russell Camilleri                    | US-amerikanischer Ringer                                                                                                 | 86    |       |
| 5. November  | Enrique Dussel                       | argentinischer Philosoph, Historiker und Theologe                                                                        | 88    |       |
| 5. November  | Evan Ellingson                       | US-amerikanischer Schauspieler                                                                                           | 35    |       |
| 5. November  | Susi Eppenberger                     | Schweizer Politikerin | 92    |       |
| 5. November  | Harald Heckmann                      | deutscher Musikwissenschaftler                                                                                           | 98    |       |
| 5. November  | John Heilbron                        | US-amerikanischer Wissenschaftshistoriker                                                                                | 89    |       |
| 5. November  | Donald Hunsberger                    | US-amerikanischer Dirigent und Arrangeur                                                                                 | 91    |       |
| 5. November  | Pat E. Johnson                       | US-amerikanischer Stuntman                                                                                               | 84    |       |
| 5. November  | Malo Louarn                          | französischer Comicautor                                                                                                 | 74    |       |
| 5. November  | Paolo Magnani                        | italienischer Bischof | 96    |       |
| 5. November  | Hengameh Panahi                      | französisch-iranische Filmproduzentin                                                                                    | 67    |       |
| 5. November  | Ross McDonnell                       | irischer Kameramann | 44    |       |
| 5. November  | Donald Shebib                        | kanadischer Filmregisseur                                                                                                | 85    |       |
| 5. November  | Carl Gösta Widstrand                 | schwedischer Ethnograph                                                                                                  | 94    |       |
| 4. November  | Maria Crawford                       | US-amerikanische Geologin                                                                                                | 84    |       |
| 4. November  | Karen Davis                          | US-amerikanische Tierrechtsaktivistin                                                                                    | 79    |       |
| 4. November  | Alois Fišárek                        | tschechischer Filmeditor                                                                                                 | 80    |       |
| 4. November  | Kōsuke Hori                          | japanischer Politiker | 89    |       |
| 4. November  | Jan Kouba                            | tschechischer Eishockeyspieler                                                                                           | 30    |       |
| 4. November  | Christian Lehmann                    | deutscher Kameramann | 89    |       |
| 4. November  | Peter Ott                            | Schweizer Lexikograph | 81    |       |
| 4. November  | Charles Piaget                       | französischer Gewerkschafter                                                                                             | 95    |       |
| 4. November  | Konstantin Alexejewitsch Sweschnikow | russischer Physiker | 67    |       |
| 4. November  | Mary Willis Walker                   | US-amerikanische Kriminalautorin                                                                                         | 81    |       |
| 3. November  | Winfried Baumberger                  | deutscher Industriedesigner                                                                                              | 85    |       |
| 3. November  | Robert Butler                        | US-amerikanischer Regisseur und Filmproduzent                                                                            | 95    |       |
| 3. November  | Ansgar Fürst                         | deutscher Journalist und Buchautor                                                                                       | 93    |       |
| 3. November  | Bernard Leiber                       | deutscher Schachspieler                                                                                                  | 80    |       |
| 3. November  | Richard B. Stewart                   | US-amerikanischer Rechtswissenschaftler                                                                                  | 83    |       |
| 3. November  | Zhou Tienong                         | chinesischer Politiker                                                                                                   | 85    |       |
| 2. November  | Hans Peter Bleuel                    | deutscher Schriftsteller                                                                                                 | 87    |       |
| 2. November  | Wilhelm Brandes                      | deutscher Agrarwissenschaftler                                                                                           | 87    |       |
| 2. November  | Walter Davis                         | US-amerikanischer Basketballspieler                                                                                      | 69    |       |
| 2. November  | Dieter Heinzig                       | deutscher China- und Osteuropahistoriker                                                                                 | 91    |       |
| 2. November  | Franc Hvasti                         | jugoslawischer Radrennfahrer                                                                                             | 79    |       |
| 2. November  | Kaia Iva                             | estnische Politikerin | 59    |       |
| 2. November  | Jürgen Klein                         | deutscher Mediziner | 68    |       |
| 2. November  | Michael Krampitz                     | deutscher Fußballspieler                                                                                                 | 81    |       |
| 2. November  | Henri Lopès                          | kongolesischer Schriftsteller und Politiker                                                                              | 86    |       |
| 2. November  | Jutta Müller                         | deutsche Eiskunstläuferin und Eiskunstlauftrainerin                                                                      | 94    |       |
| 2. November  | Michel Pilz                          | luxemburgischer Bassklarinettist                                                                                         | 78    |       |
| 2. November  | Juri Temirkanow                      | russischer Dirigent | 84    |       |
| 1. November  | Carlo Ambrosini                      | italienischer Comicautor                                                                                                 | 69    |       |
| 1. November  | Ady Barkan                           | US-amerikanischer Aktivist                                                                                               | 39    |       |
| 1. November  | Luigi Berlinguer                     | italienischer Politiker                                                                                                  | 91    |       |
| 1. November  | Rudolf Biermann                      | deutscher Politiker | 81    |       |
| 1. November  | Franz Bittner                        | österreichischer Gewerkschafter                                                                                          | 69    |       |
| 1. November  | Salvador Carrillo                    | mexikanischer Fußballspieler                                                                                             | 74    |       |
| 1. November  | Arndt Drechsler-Zakrzewski           | deutscher Zeichner, Illustrator und Maler                                                                                | 54    |       |
| 1. November  | Pierre Dutour                        | französischer Trompeter und Arrangeur                                                                                    | 91    |       |
| 1. November  | Shirley Eckel                        | kanadische Hürdenläuferin                                                                                                | 91    |       |
| 1. November  | Friedrich Fürstenberg                | deutscher Soziologe | 93    |       |
| 1. November  | Gregor Hammerl                       | österreichischer Politiker                                                                                               | 81    |       |
| 1. November  | Bob Knight                           | US-amerikanischer Basketballtrainer                                                                                      | 83    |       |
| 1. November  | Francis Mer                          | französischer Industrieller und Politiker                                                                                | 84    |       |
| 1. November  | Claude Michely                       | luxemburgischer Radrennfahrer                                                                                            | 64    |       |
| 1. November  | Jochen-Bernd Müller                  | deutscher Fußballspieler                                                                                                 | 73    |       |
| 1. November  | Simon Ottenberg                      | US-amerikanischer Anthropologe                                                                                           | 100   |       |
| 1. November  | Jaan Rannap                          | estnischer Kinder- und Jugendbuchautor                                                                                   | 92    |       |
| 1. November  | Paride Taban                         | südsudanesischer Bischof und Friedensaktivist                                                                            | 87    |       |
| 1. November  | Peter Tarnoff                        | US-amerikanischer Diplomat                                                                                               | 86    |       |
| 1. November  | Vittorio Vergeat                     | italienischer Musiker | 72    |       |
| 1. November  | Peter White                          | US-amerikanischer Schauspieler                                                                                           | 86    |       |
| 1. November  | Steffen Winkler                      | deutscher Museologe und Ethnograph                                                                                       | 71    |       |
| 1. November  | Erich Zakowski                       | deutscher Motorsportmanager                                                                                              | 89    |       |

### Datum unbekannt
| Zeitangabe                          | Name                  | Beruf, bekannt als                          | Alter | Beleg |
| ----------------------------------- | --------------------- | ------------------------------------------- | ----- | ----- |
| Tod bekannt gegeben am 30. November | Pietro Luigi M. Leone | italienischer Byzantinist                   | ≈86   |       |
| tot aufgefunden am 20. November     | Kevin Muñoz           | kolumbianischer Schauspieler                | 23    |       |
| Tod bekannt gegeben am 19. November | Morad Nafa            | französischer Rapper                        | 46    |       |
| Tod bekannt gegeben am 17. November | Charlie Dominici      | US-amerikanischer Sänger                    | 72    |       |
| tot aufgefunden am 15. November     | Wladimir Swiridow     | russischer Luftwaffengeneral                | 68    |       |
| Tod bekannt gegeben am 24. November | Bruno Hartl           | österreichischer Schlagzeuger und Komponist | ≈60   |       |
| Tod bekannt gegeben am 14. November | Muhammad Schabir      | palästinensischer Wissenschaftler           | 77    |       |
| Tod bekannt gegeben am 12. November | Akgün Kaçmaz          | türkischer Fußballspieler                   | 88    |       |
| Tod bekannt gegeben am 10. November | Erich Siede           | deutscher Fußballspieler                    | 80    |       |
| Tod bekannt gegeben am 6. November  | Ari Tissari           | finnischer Fußballspieler                   | 71    |       |
| Tod bekannt gegeben am 3. November  | Pete Garner           | britischer Bassist                          | 61    |       |
| Tod bekannt gegeben am 2. November  | John Havers           | englischer Badmintonspieler                 | 92    |       |
| November                            | Inge Ott              | deutsche Schriftstellerin                   | 101   |       |